# Bitkids
Bitkids (Anteriormente chamada de Revolution) foi uma banda goiana de rock fundada em 1991. A banda era composta por pré-adolescentes e foi criada com o propósito de tocar covers dos Beatles, após Hilton e Ricardo se conhecerem na gravação de um comercial de televisão em 16 de fevereiro de 1991. Em 1995, com o nome de Bitkids e com uma formação fixa, ganharam espaço no meio do rock and roll em Goiânia e assinaram um contrato com a Polygram no mesmo ano após um representante da gravadora ver a banda tocar na TV, onde ele entrou em contato com eles e encaminhou uma fita demo com algumas músicas próprias da banda, onde um ano depois, foram chamados para gravar o primeiro e único álbum da banda no Rio de Janeiro.
Eles ficaram muito famosos, aparecendo em vários programas conhecidos da TV nacional da época, como o Domingão do Faustão, Xou da Xuxa, Programa Silvio Santos, Programa do Jô, Programa do Gugu, entre vários outros.

## História

### Inicio, troca de nome e formação fixa (1991-1995)
Em 1991, Hilton tinha onze anos e Ricardo tinha sete. Hilton cursava teatro no grupo de Cici Pinheiro e foi escalado para um comercial. “O (produtor) Taquinho fazia a campanha de um shopping center com meninos que imitavam os Beatles. Foi quando conheci o Ricardo”, lembra Hilton, por telefone, de São Paulo. “Uma coincidência, eu pensava em montar uma banda e Ricardo topou a parada na hora.”
Eles então fundaram no mesmo ano o Revolution. “Nós éramos ousados. Mal sabíamos tocar direito e, além dos primeiros álbuns dos Beatles, com os roquinhos mais fáceis, também queríamos repetir os arranjos do Abbey Road” diz Hilton. Após a troca de vários integrantes, em 1995 eles tiveram uma formação fixa, composta pelos membros fundadores Hilton (guitarrista e vocalista) e Ricardo (baixista), com a adição de mais dois novos membros, Wei, o primo de Hilton que morava perto dele e fugia do castigo para ver os ensaios virou o baterista e o Freddy que fazia parte de um fã-clube do Revolution integrou como guitarrista, além de mudarem o nome Revolution para Bitkids.

### Contrato com a Polygram e lançamento do álbum de estreia (1995-1996)
Eles então participaram de um evento na cidade chamado Friday Music, que foi organizado pelo músico Marco Aurélio, no teatro do Centro Cultural Brasil Estados Unidos, na antiga sede da Avenida Goiás. A apresentação do Bitkids chamou a atenção de Marco, que providenciou as roupas características dos Beatles para os meninos. “Tinha todo um cenário por trás. Fizemos um apanhado de carreira e, em cada mudança de fase, descia uma faixa diferente.”. Marco Aurélio registrou o projeto e, no dia seguinte, a banda se apresentou num canal de televisão. Um representante da gravadora Polygram viu a banda se apresentar na TV e entrou em contato com eles após se interessar pela banda. Eles então gravaram uma fita demo e o representante encaminhou para gravadora. Os Bitkids então assinaram no mesmo ano um contrato com a Polygram e em 1996, foram para o Rio de Janeiro para gravar o álbum de estreia.
O álbum foi gravado no Blue Studio, do Guto Graça Mello. Renato Ladeira produziu e escreveu as releituras dos Beatles em português que os Bitkids gravaram no disco batizado com o nome da banda, lançado também em 1996. A capa do álbum, com fundo preto, mostrava o quarteto sério, reproduzindo a capa With the Beatles, dos Beatles. Entre as 13 faixas, houve duas composições originais de Hilton e Ricardo, as faixas Não Existe Mais e Noite Maluca. Foi feito um videoclipe para música Vem (versão portuguesa de Help) que teve a participação da atriz Fernanda Rodrigues. “Temos notícias de que foram vendidas 50 mil cópias”, diz Hilton.

### Auge, decadência e fim da banda (1996-1998)
O guitarrista Freddy deixou a banda em 1997, sendo substituído por Fridinho Borges. Durante seis meses, os Bitkids participaram de grandes programas de auditório e cumpriram uma extensa jornada de divulgação. No entanto, além de uma rápida ascensão, tiveram uma queda repentina. A banda, assinou contratos em que cediam praticamente toda a renda do disco para a gravadora. Segundo consta também que, no contrato deles com a Polygram previa escola particular, curso de inglês, aluguel de casa em São Paulo e outros benefícios para os integrantes da banda que nunca cumpriram. “Nunca rescindiram nosso contrato, nunca recebemos direitos como intérpretes, fomos simplesmente abandonados. Deixaram de divulgar o disco e, muito por inexperiência da nossa parte, a banda acabou em 1998.” Diz Hilton.
Após o fim da banda em 1998, cada membro seguiu um caminho diferente. Ricardo Junior acabou integrando a maior e mais antiga banda cover dos Beatles do Brasil, a Beatles 4 Ever, além de virar integrante de apoio na banda de rock Ultraje a Rigor desde a gravação do “Acústico MTV”, de 2005. Tem também um projeto paralelo com Hilton Junior, a banda TRIUNFO, que traz como principal influencia o som dos anos 60, principalmente Beatles,
Hilton Junior, assim como Ricardo, mora em São Paulo desde 2000. Ele começou a trabalhar com a produção de trilhas sonoras para espetáculos circenses e teatrais e mais tarde em 2010 ingressou na banda goiana Pedra Letícia.
Freddy se formou em engenharia de computação e se tornou executivo de uma grande companhia de telefonia em Goiás. Wei por um tempo acompanhou artistas goianos e chegou a morar em São Paulo com Hilton e Ricardo, mas voltou para Goiânia logo na sequência, onde foi assassinado em outubro de 2007.

### Reunião (2013)
No ano de 2013, os membros da formação original Hilton, Ricardo e Freddy, juntamente com Zé Junqueira, baterista do Pedra Letícia, fizeram uma reunião da banda no Café Nice para prestar homenagem ao baterista da formação original, Wei, que foi assassinado em 2007. O show foi beneficente e toda renda foi doada para a casa de recuperação Desafio Jovem Ebenézer, de São Luis de Montes Belos.

## Integrantes

### Ex-integrantes
- Hilton Junior - Vocal, violão, guitarra (1991-1998; reunião em 2013)
- Ricardo Junior - baixo, backing vocal (1991-1998; reunião em 2013)
- Freddy - guitarra, backing vocal (1994-1997; reunião em 2013)
- Fridinho Borges - guitarra, backing vocal (1997-1998)
- Wei - bateria (1994-1998)

### Integrantes de apoio
- Zé Junqueira - bateria (reunião em 2013)

## Discografia

##### Álbuns de estúdio
- Bitkids (1996)